# Congress of American Women
El Congress of American Women fue una organización estadounidense de defensa de los derechos de las mujeres. Fue fundada en Nueva York el 8 de marzo (Día Internacional de la Mujer) de 1946 tras una conferencia feminista celebrada en París en 1945. Su principal organizadora fue Elinor S. Gimbel. Estaba afiliada a la Federación Internacional de Mujeres Democráticas. 
Entre sus miembros estaban el antropólogo Gene Weltfish, la aviadora Jacqueline Cochran, la trabajadora social Mary van Kleeck, la educadora Charlotte Hawkins Brown y la autora y artista Muriel Draper. La actriz Jean Muir fue también miembro por un corto periodo de tiempo.
En 1948, la organización fue acusada por el Comité de Actividades Antiamericanas de la cámara de ser una organización comunista, y esta fue registrada como organización subversiva. La organización finalmente se disolvió en 1950. 